# Nhà thờ chính tòa Terrassa
Nhà thờ chính tòa Terrassa, hay còn gọi là Vương cung thánh đường chính tòa Chúa Thánh Linh của Terrassa (tiếng Catalunya: Catedral de Terrassa, Catedral del Sant Esperit, tiếng Tây Ban Nha: Catedral de Tarrasa, Catedral del Espírito Santo) là một nhà thờ chính tòa Giáo hội Công giáo Rôma ở Vella thuộc Terrassa.

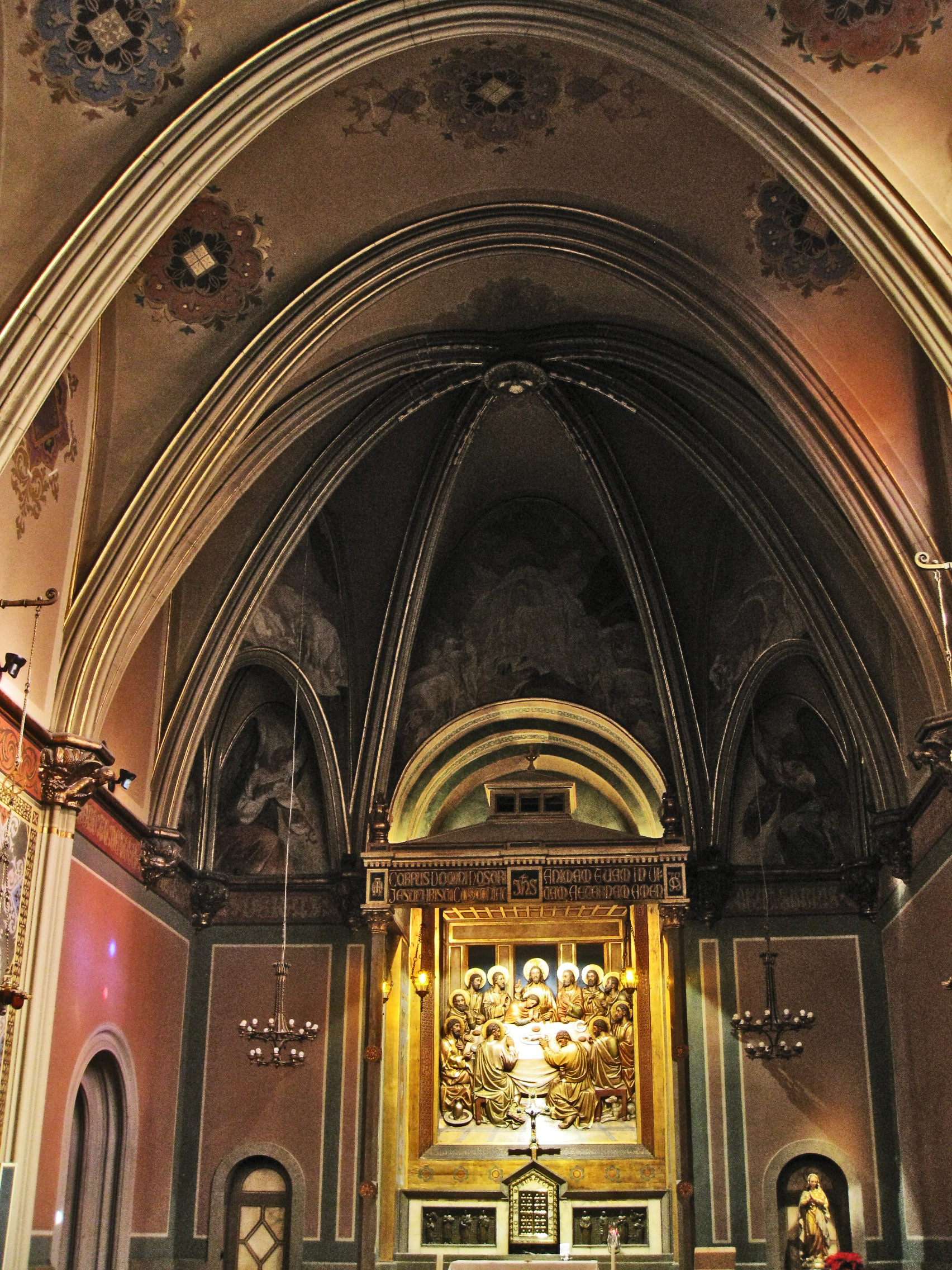
La capella del Santíssim